# Nyctosaurus
Nyctosaurus – rodzaj niewielkiego pterozaura z grupy pterodaktyli (Pterodactyloidea) charakteryzującego się ogromnym kostnym grzebieniem na czaszce, służącym prawdopodobnie do ozdoby.
Nyctosaurus był pterozaurem średniej wielkości – rozpiętość skrzydeł przedstawicieli gatunku typowego, Nyctosaurus gracilis, dochodziła do około trzech metrów. W odnajdywanych początkowo szczątkach Nyctosaurus nie zachowały się skamieniałości kostnego grzebienia – struktury takie opisał dopiero S. Christopher Bennett w 2003 roku na podstawie pozostałości dwóch osobników (KJ1 i KJ2) Nyctosaurus sp. U obu pterozaurów grzebień mierzył około 90 cm długości – trzykrotnie więcej niż długość czaszki. Przypuszczalnie odgałęzienie grzebienia były połączone błoną, co zwiększałoby właściwości aerodynamiczne Nyctosaurus oraz stabilność podczas lotu, brak jednak na to dowodów w materiale kopalnym. Prawdopodobnie grzebień wykształcał się, gdy zwierzę dorastało i mógł służyć do komunikacji wewnątrzgatunkowej.
Pozycja filogenetyczna rodzaju Nyctosaurus jest niepewna – mógł być blisko spokrewniony z pteranodonem, na co wskazują dwie apomorfie: bezzębność oraz wydłużenie kości śródręcza wchodzącej w skład skrzydła (ponadpółtorakrotnie dłuższej od kości łokciowej), lub być bardziej bazalnym pterodaktylem. Jego najbliższym krewnym mógł być Muzquizopteryx, wraz z którym bywa zaliczany do odrębnej rodziny Nyctosauridae, a nie Pteranodontidae.
Skamieniałości pterozaurów z rodzaju Nyctosaurus odnaleziono na środkowym zachodzie Stanów Zjednoczonych, w górnokredowych osadach formacji Niobrara w stanie Kansas. W późnej kredzie na tych terenach znajdowało się epikontynentalne Morze Środkowego Zachodu, z fauną obejmującą rekiny i ryby kostnoszkieletowe, morskie gady, takie jak plezjozaury i mozazaury, a także ptaki – niewielkie formy latające oraz nielotne ptaki nurkujące. Pospolicie występowały tam także spokrewnione z Nyctosaurus pteranodony. Skamieniałe zawartości żołądków przedstawicieli obu tych rodzajów dowodzą, że żywiły się one rybami kostnoszkieletowymi. Llewellyn Ivor Price w 1953 roku opisał niekompletną kość udową jako należącą do gatunku N. lamegoi, jednak obecnie przynależność tego gatunku do rodzaju Nyctosaurus jest kwestionowana.
Etymologia nazwy rodzajowej: gr. νυξ nux, νυκτος nuktos „noc”; σαυρος sauros „jaszczurka”.